# Index (lingvistika)

Cedr v libanonské vlajce je indexem, neboť značí, že v Libanonu rostou cedry.

Index je druh znaku, kde mezi znakem a jím označovaným objektem existuje věcná souvislost.
Jako index lze označit např. kouř (znak ohně, věcná souvislost mezi kouřem a ohněm), v lingvistice pak např. „já“ (znak mluvčího) či „ty“ (znak naslouchajícího), slovesné časy (značí tu konkrétní řečovou situaci, od které se odvíjí, co je minulost, přítomnost a budoucnost).